# روباه

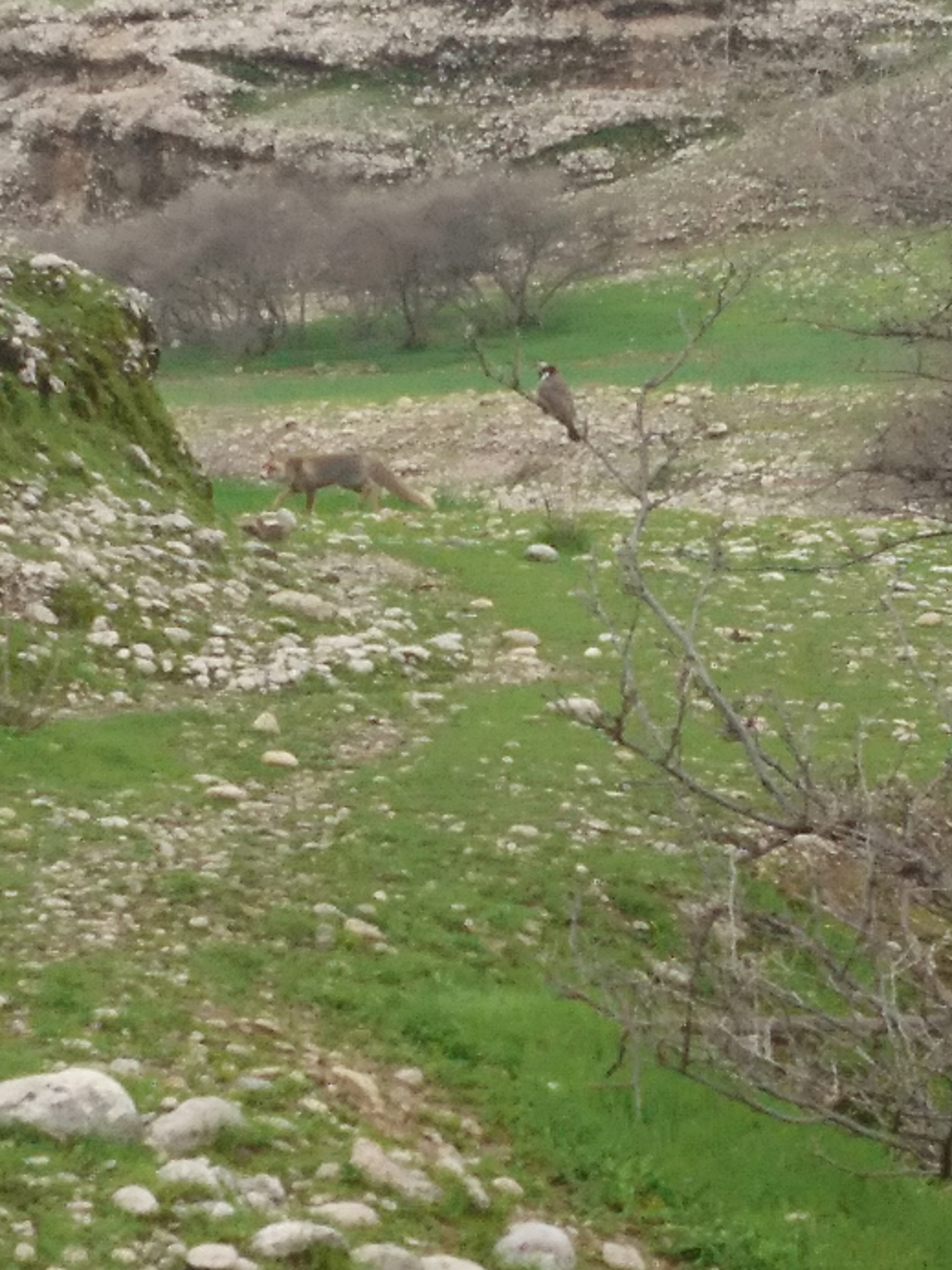
روباه و بلبل گوش‌سفید، بهبهان

روباه‌ها جانورانی با جثهٔ متوسط و کوچک از تیرهٔ سگ‌سانان هستند که در آسیا و آمریکا و همهٔ قاره‌ها به جز جنوبگان زندگی می‌کنند. روباه‌ها در نواحی قطبی، جلگه‌های بی‌درخت و در بیابان‌های آفریقا و خاورمیانه، کویرها و دشت‌های خشک زندگی می‌کند. روباه‌های سرخ از فراوان‌ترین گونه‌های روباه بوده و دارای پراکندگی بسیار بالا و شامل ۴۷ زیرگونهٔ شناسایی شده است. این روباه‌ها در اروپا، آسیا و آمریکای شمالی یافت می‌شوند. ۱۲ گونه از روباه‌ها متعلق به سردهٔ Vulpes یا روباه‌های حقیقی می‌باشند. فریدون جنیدی دربارهٔ نام روباه می‌نویسد: «روباه که در زبان پهلوی روپاس rupas خوانده می‌شود، و اگرچه نام روباه در اوستا به گونهٔ اوروپی از ریشهٔ روپ است، اما پسوند اَس در زبان پهلوی نشان می‌دهد که در اوستا نیز گونهٔ روپ اَس یا ربایندهٔ تیز، روایی داشته است.

## ویژگی‌های عمومی

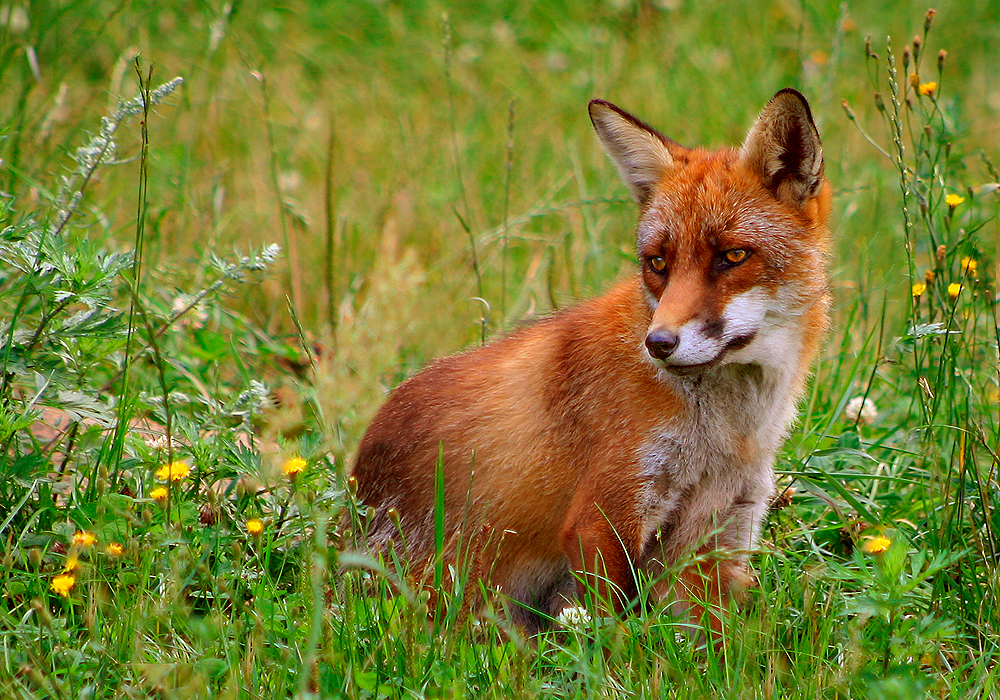
تصویر روباه قرمر از Skandinavisk Dyrepark، دانمارک

روباه‌ها در مقایسه با سگ‌سانان دیگر مانند شغال و گرگ جثه‌های کوچکی دارند. بزرگ‌ترین آن‌ها روباه قرمز است که حدود ۴ تا ۸ کیلوگرم وزن دارد. کوچک‌ترین روباه‌ها نیز گونهٔ روباه صحرا است که حداکثر تا ۱/۷ کیلوگرم وزن دارد. روباه‌ها روی پنجه خود حرکت می‌کنند و برخلاف سایر سگ‌سانان، دارای پنجه‌های جمع شونده هستند. دورهٔ بارداری روباه‌ها ۵۲ یا ۵۳ روز بوده و روباه ماده به‌طور میانگین ۴ یا ۵ نوزاد به دنیا می‌آورد. تعداد نوزادان در گونه‌های مختلف روباه و بسته به موقعیت متفاوت است. به عنوان مثال روباه قطبی در هر بارداری می‌تواند تا ۱۱ توله به دنیا آورد.

## پوشش بدن

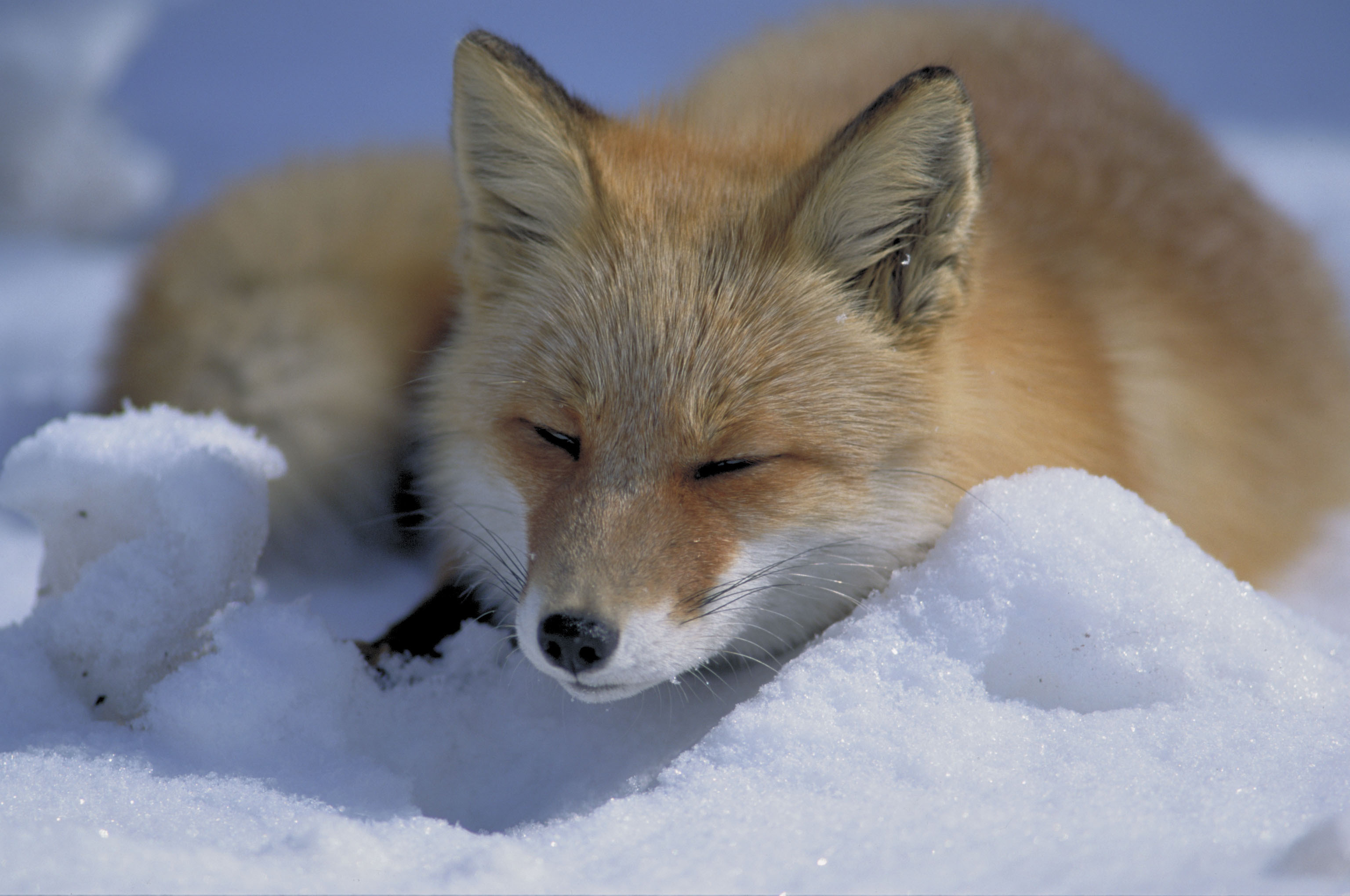
یک روباه قرمز (Vulpes vulpes schrencki) بومی هوکایدو در حال استراحت در برف که سازگاری آن با محیط‌های برفی را نمایش می‌دهد.

روباه‌ها بر اساس نوع گونه و فصل و منطقهٔ زندگی دارای طرح‌ها و رنگ‌های گوناگونی از جمله سفید، سرخ، قهوه‌ای و سیاه یا ترکیبی از این‌ها هستند. همچنین میزان رشد خز و مو و برخی ویژگی‌های فیزیکی و ساختاری آن‌ها مرتبط با محیط زندگی آن هاست. روباه‌هایی که در مناطق کویری و بیابانی زندگی می‌کنند معمولاً قهوه ای یا خاکی رنگ هستند و این روباه‌ها جهت سرد نگه داشتن بدن خود در گرمای کویر دارای گوش‌های بزرگ و پوشش یا خز کوتاه تری هستند. در مقابل، روباه‌هایی که در مناطق قطبی زندگی می‌کنند جهت استتار بهتر در آن محیط عموماً سفیدرنگ هستند. این روباه‌ها جهت حفظ دمای بدن خود در مناطق قطبی، دارای گوش‌های کوچک و خز و پوشش ضخیمی هستند.
روباه‌های قرمز در انتهای دم خود دارای موهای سفید رنگی هستند. پوشش این روباه‌ها در فصول گرم، رنگ روشن تری دارد و ضخامت خز آن‌ها در فصول سرد بیشتر می‌شود. همچنین برخی از روباه‌ها در سنین مختلف دارای رنگ‌های متفاوتی هستند.

## رفتارشناسی
روباه‌ها در طبیعت به‌طور میانگین بین ۱ تا ۳ سال و در برخی موارد تا ۱۰ سال عمر می‌کنند. برخلاف سایر سگ‌سانان روباه‌ها همیشه به‌طور گروهی زیست نمی‌کنند. اکثر گونه‌ها معمولاً در گروه‌های کوچک خانوادگی زندگی می‌کنند و برخی گونه‌ها مانند روباه قطبی به صورت انفرادی زندگی می‌کنند.
روباه‌ها موجوداتی همه چیزخوار در نظر گرفته می‌شوند. آن‌ها از انواع بی‌مهرگان و حشرات، خزندگان، پستانداران کوچک و قسمت‌های مختلف گیاهان تغذیه می‌کنند. بیشتر روباه‌ها تنوع غذایی بالایی دارند اما بعضی گونه‌ها مانند روباه خرچنگ‌خوار از منابع غذایی محدودتری استفاده می‌کنند. روباه‌ها روزانه در حدود یک کیلوگرم گوشت می‌خورند و باقیماندهٔ غذای خود را برای استفاده در وعده‌های بعدی در زیر زمین، زیر برف و لابلای برگ‌ها و گیاهان مخفی می‌کنند.
روباه خاکستری یکی از دو گونهٔ شناخته شده از سگ‌واران است که می‌تواند از درختان بالا برود. گونهٔ دیگر جانوری به نام سگ‌راکون است.

## طبقه‌بندی
سردهٔ روباه‌ها (روباه‌های حقیقی):

روباه بنگال

شاه‌روباه

روباه دماغه

روباه ترکمنی

روباه تبتی

روباه قطبی

روباه توله

روباه رنگ‌پریده

روباه شنی

روباه تیزرو

روباه سرخ

روباه صحرا

سردهٔ روباه‌های آمریکای جنوبی:

روباه آند 

روباه داروین

روباه پاتاگونیا

روباه پامپا

روباه سچورا

روباه سپیدموی

سردهٔ دم‌دارسگ:

روباه خاکستری

روباه جزیره

روباه گوش‌خفاشی

سردهٔ روباه خرچنگ‌خوار:
روباه خرچنگ‌خوار